# Future Trance Vol. 33
Future Trance Vol. 33 – album wydany w 2005 roku zawierający utwory różnych wykonawców.

## Lista utworów[1]

### CD 1
| N.  | Wykonawca                       | Tytuł utworu                                                | Długość |
| --- | ------------------------------- | ----------------------------------------------------------- | ------- |
| 1.  | Groove Coverage                 | "Holy Virgin"                                               | 3:48    |
| 2.  | Resource feat. Reflex           | "18 Mne Uzhe" (The Russian Track) (Potatoheadz Club Mix)    | 5:47    |
| 3.  | Crazy Frog                      | "I Like To Move It"                                         | 3:00    |
| 4.  | Bangbros                        | "Bangin' In Dreamworld" (Rave Allstars Remix)               | 6:03    |
| 5.  | Klubbingman feat. Trixi Delgado | "Revolution (We Call It)" (Tune Up! Vs. Cascada Radio Edit) | 3:15    |
| 6.  | Lacuna                          | "Celebrate The Summer" (Rocco Vs. Bass-T Remix Edit)        | 3:42    |
| 7.  | Gollum & Yanny                  | "Storyteller" (Special Fast Edit)                           | 3:20    |
| 8.  | East-West Rockerz               | "Never Stop!!!"                                             | 3:11    |
| 9.  | Greatest Deejay                 | "Greatest Deejay"                                           | 3:32    |
| 10. | M.Y.C.                          | "Drop My Style" (Tune Up! Remix Edit)                       | 3:16    |
| 11. | Partycheckerz                   | "Baby I Love Your Way" (Flashrider Remix Edit)              | 2:59    |
| 12. | Wasabi                          | "Ready 4 Take Off" (Rocco Vs. Bass-T Edit)                  | 3:35    |
| 13. | DJ Lee                          | "Fight Hard"                                                | 3:50    |
| 14. | Pitchers                        | "Black Is Back" (Drop Kickz Remix Cut)                      | 3:16    |
| 15. | Bad Habit Boys                  | "Weekend Reloaded" (Potatoheadz Edit)                       | 3:39    |
| 16. | Paffendorf                      | "Stop That Shit!" (Rocco Vs. Bass-T Remix Edit)             | 3:34    |
| 17. | Angel City                      | "Sunrise" (Rob Mayth Remix)                                 | 6:45    |
| 18. | Sound Posse                     | "Kinetic Power" (Dan Winter Radio Edit)                     | 3:19    |
| 19. | Lazard                          | "Your Heart Keeps Burning" (Rob Mayth Remix Edit)           | 3:22    |
| 20. | Age Pee                         | "When The Rain Begins To Fall"                              | 3:00    |
| 21. | Second Spring                   | "Living On My Own"                                          | 3:33    |

### CD 2
| N.  | Wykonawca                       | Tytuł utworu                                              | Długość |
| --- | ------------------------------- | --------------------------------------------------------- | ------- |
| 1.  | DJ Shog                         | "Running Water" (Original Vocal Mix Edit)                 | 3:52    |
| 2.  | SveN-R-G Vs. Bass-T             | "Never Talkin'"                                           | 3:27    |
| 3.  | Shaun Baker                     | "Xplode 2" (Backside Artists Radio Remix)                 | 3:36    |
| 4.  | Rocco                           | "Counting The Days"                                       | 3:06    |
| 5.  | Pulsedriver                     | "Neptuna"                                                 | 3:26    |
| 6.  | Cosmic Gate                     | "The Drums 05"                                            | 3:55    |
| 7.  | Hashim vs. Warp Brothers        | "Al Naafiysh 2005"                                        | 3:45    |
| 8.  | Paul van Dyk                    | "The Other Side" (Martin Roth Remix Edit)                 | 5:52    |
| 9.  | Deep Dish                       | "Say Hello" (Paul van Dyk Mix Edit)                       | 4:11    |
| 10. | ATB                             | "Humanity"                                                | 3:39    |
| 11. | Vendex                          | "No One Cares"                                            | 3:31    |
| 12. | Steve Murano                    | "Hit The Ground"                                          | 3:28    |
| 13. | Heiko & Maiko                   | "Sonnenschein"                                            | 3:16    |
| 14. | Danzel                          | "Put Your Hands Up In The Air!"                           | 3:29    |
| 15. | Conways feat. Nick Straker Band | "A Walk In The Park 2005" (Rewalked)                      | 3:53    |
| 16. | Vinylshakerz                    | "Club Tropicana" (Vinylshakerz Screen Cut)                | 3:23    |
| 17. | Partypimpz                      | "Give It Up"                                              | 3:25    |
| 18. | Gianluca Motta                  | "Up & Down"                                               | 3:11    |
| 19. | Mylo                            | "In My Arms" (Tocadisco's Zwischen Den Stuehlen Mix Edit) | 3:33    |
| 20. | Axwell                          | "(Can You) Feel The Vibe"                                 | 2:57    |
| 21. | Groove Agents                   | "The Day That I Die"                                      | 3:31    |

## Notowania na listach przebojów
| Kraj       | Lista (2005)  | Najwyższa pozycja |
| ---------- | ------------- | ----------------- |
| Austria    | Alben Top 75  | 2                 |
| Szwajcaria | Alben Top 100 | 3                 |